# Résistance en Mayenne
La résistance en Mayenne concerne la résistance intérieure à l'Allemagne nazie dans le département de la Mayenne lors de la Seconde Guerre mondiale.

## Prisonniers des Allemands
Des soldats français croient la guerre finie et pensent qu'ils seront renvoyés dans leurs foyers. Ils sont faits prisonniers. Ils sont emmenés vers des camps provisoires que les Allemands installent hâtivement à Lassay, Ernée, Laval, et plus particulièrement à Châteaubriant, en attendant  d'être transféré massivement en Allemagne. Les populations civiles les ravitaillent de leur mieux, et chaque fois qu’ils le peuvent, leur fournissent des costumes civils pour favoriser les évasions.
Plusieurs officiers français reconnus malades sont admis à l’hôpital Saint-Julien de Laval où les mêmes médecins, le personnel hospitalier leur font recouvrer la liberté.

## Premiers faits de résistance
Des instituteurs-secrétaires de Mairie, André Le Personnic aux Chapelles, et Albert Ravé à La Baroche-Gondouin apportent dès septembre 1940 de l'aide aux prisonniers français de la caserne Meyran de Mayenne, favorisent leur évasion, leur fournissent des faux-papiers. Plus tard, ils aideront les réfractaires au STO. Ils sont à l'origine du groupe FTPF des Chapelles et de la Baroche-Gondouin.

La ligne de démarcation durant l'occupation.

L'occupation de la France par l'Allemagne nazie pendant la Seconde Guerre mondiale entraîne la découpe du territoire français en deux parties soumises à deux législations différentes. Entre les mois de juin 1940 et novembre 1942, le département de la Mayenne est inclus dans la zone occupée. Des lois sont mises en place dès le 4 octobre 1940 pour placer les « étrangers de race juive » dans des camps d'internement français. 
Les premières actions consistent à réveiller les consciences au moyen de tracts, et l'aide aux prisonniers français :
- * Marcel Thibault, monteur en lignes téléphoniques aux PTT est plusieurs fois arrêté à Laval en 1941, puis déporté, pour distribution de tracts communistes et anti-allemands ;
- Dès 1941, un groupe de jeunes se constitue à Évron pour refuser l'occupation nazie. Les premières actions de ce groupe sont des tracts ou des inscriptions sur les murs. Ils agissent dans la nuit du 13 au 14 juillet 1941, pour remplacer le drapeau nazi placé sur la place de l'Hôtel de Ville d'Évron devant la Kommandantur par un drapeau français à la Croix de Lorraine, et un drapeau anglais. Cet acte symbolique est relayé par la BBC. Pierre Huault[4] indique en 2013 : En 1941, les gens avaient surtout conscience qu'il fallait survivre, peu se souciaient de la résistance. En 1944, ils étaient réveillés. Cela nous agaçait de voir la croix gammée flotter à Évron.. L'activité clandestine du groupe Bussinger continue jusqu'au 10 juin 1943.
- En janvier 1941, un prisonnier français, évadé d'un train est abattu par les gardiens allemands, ses obsèques à Voutré donnent lieu à une cérémonie avec des drapeaux tricolores.

Les persécutions s'intensifiant vers la fin de l'année 1942, une partie de la population décide d'assister les victimes de ces persécutions et forme les premiers groupes de résistance civile. Les premiers éléments de résistance se mettent en place à la démobilisation, et au retour de certains officiers, anciens de la Première Guerre mondiale, prisonniers en Allemagne, comme à Château-Gontier avec André Counord, Pierre Chabrun et Robert Lemonnier, ou encore Bernard Le Pecq à Laval. Ils ont en commun de refuser la défaite française, et se joignent clandestinement à la résistance intérieure à partir de 1942. 
Dans un même temps, l'occupant met en place la Relève, dont le but est d'envoyer des travailleurs français en Allemagne participer à l'effort de guerre du Reich, en échange de la promesse de libérations de prisonniers de guerre. Cette main d’œuvre est constituée de volontaires, auxquels on a promis un bon salaire et une bonne nourriture. À partir de la fin de l'année 1943, cette participation volontaire est remplacée par un «service du travail obligatoire», couramment abrégé STO. Pour y échapper, de nombreux réfractaires décident de se cacher. Les événements de la guerre (bombardements et STO) s'accompagne d'une expansion des effectifs résistants : on passe dans le département de 4 parachutages réussis en 1943, à 25 en 1944.

## L'approche du débarquement
Peu à peu, vers la fin mai 1944, les groupes Armée secrète, OCM et FTPF se retrouvent pour constituer des groupes FFI avec des maquis d'une assez grande importance :
- Maquis de la Forêt-Noire, à Larchamp, attaqué le 4 juin[5] ;
- Maquis de Lignières-la-Doucelle, à La Gérarderie, constitué le 7 juin, et attaqué le 13 juin ;
- Maquis de Renazé[6], à La Claveurière, faisant partie de Libération-Nord, sous l'autorité de Joseph Courcier[7] ;
- Maquis de Saint-Pierre-des-Nids, à La Monnerie, sous l'autorité de Paul Janvier[8]

Les maquisards échappant à l'attaque de Lignières-la-Doucelle se rassemble sous des commandements différents, sous l'autorité de Louis Pétri : 
- Maquis de Saint-Mars-du-Désert (Jean Séailles), à La Bretellière[9] ;
- Chevaigné-du-Maine ;
- Maquis de La Baroche-Gondouin-les Chapelles, dirigé par Albert Ravé et André Le Personnic ;

## L'après-débarquement
Maurice Mallet et de Jacques Hochin, membre du Maquis de Courtemiche sont abattus à Champfrémont le 24 juillet par Bernard Jardin, auxiliaire français de la Gestapo. Bernard Dufrou parvient à s'enfuir. Les neuf rescapés du groupe rejoignent le maquis de la Monnerie en forêt de Pail, dirigé par Paul Janvier. Le 28 juillet, un bataillon d'éléments SS de la 2e division SS Das Reich, conduit par les miliciens Fernandez et Albert Lenourry, cerne le village de Fougerolles-du-Plessis. Les hommes de 16 à 50 ans sont rassemblés sur la place de l'Église. Des recherches sont effectuées en campagne. Quatorze hommes du groupe de Fougerolles-du-Plessis sont faits prisonniers et emmenés par les Allemands. Quatre d'entre eux seront exécutés le 31 juillet 1944 au château de Bourberouge à Saint-Jean-du-Corail (Manche). Dans les derniers jours de juillet et d'août, le groupe de Saint-Sulpice est l'objet d'une dénonciation ; son dépôt d'armes est découvert ; ses membres arrêtés et massacrés.
Le 4 août 1944, trois camions allemands sont détruits sur la routé d'Izé à Bais ainsi que deux voitures d'officiers allemands. D'autres attaques se répètent en soirée.

## Principaux mouvements de résistance

### Défense de la France
Le mouvement Défense de la France prend naissance en Mayenne à l'initiative du docteur Paul Mer, chirurgien, qui présidera à la Libération le Comité départemental de Libération (CDL).

### Franco-anglais
Le groupe franco-anglais prend naissance en Mayenne à l'initiative de Joseph Brochard.

### Front national
Le Front national prend naissance en Mayenne à l'initiative d'André Le Personnic, instituteur aux Chapelles à la suite de contact qu'il a avec des amis bretons lors des vacances scolaires de 1941. Ce dernier, sans appartenance politique est à l'origine du mouvement en Mayenne qui rassemble des patriotes de différents horizons : certains chefs de groupe sont communistes, d'autre non. Le chef départemental est André Le Personnic, qui n'a pas d'appartenance politique.

### Libération-Nord
Pierre Coste prend contact avec Elisée Mautaint au mois de mai 1941 pour le charger de rechercher et de prospecter le sud de la Mayenne pour monter des groupes de résistance intérieure. Il participe début 1942 à la naissance du groupe de résistance Indépendants de la Mayenne, qui fusionne au printemps 1943 avec Libération-Nord.
Le mouvement Libération-Nord voit le jour à Laval, au printemps de 1943, à la suite d'une réunion clandestine à la Maison du Peuple, 14, rue Noémie-Hamard, où se retrouvent d'une part, venant de Paris, François Tanguy-Prigent et Pierre Neumeyer, d'autre part des Mayennais parmi lesquels Pierre Boursicot, Auguste Beuneux, Coste.
Libération-Nord était le plus important des mouvements de Résistance en Mayenne. Son commandement était assuré par André Counord, dont les adjoints étaient les commandants Pierre Busquet de Caumont et Étienne de Raulin, Pierre Coste, René Guérin et le docteur Bernard Quiennec. 138 membres du mouvement furent déportés, dont 78 ne revinrent pas. 

### Organisation civile et militaire
L'Organisation civile et militaire prend naissance en 1941 à l'initiative de Paul Janvier, à la suite de contacts avec Robert Le Balle. Janvier est à l'origine du Réseau Navarre dans le Nord-Est de la Mayenne. Son groupe est aussi composé de Pompiers de Paris.
On y trouve :
- Lignières, Pré-en-Pail, Gesvres, Saint-Pierre-des-Nids, dirigé par André Catois

### Noyautage des Administrations Publiques
Le Noyautage des Administrations Publiques est un service des mouvements de la résistance, puis de la délégation du gouvernement d'Alger. Il est représenté en Mayenne par Jean Taslé et Louis Verger. Une des personnalités les plus marquantes de ce mouvement est le préfet de la Mayenne : Édouard Bonnefoy. Présentés par Taslé, Guesnier et Louis Verger entrent en relation avec Bernard de Chalvron, chef du Super-NAP. À la fin d'avril 1944, Taslé prend contact avec Étienne de Raulin.

## Principaux groupes de résistance
Ce sont des organisations qui à la différence des mouvements sont de nature militaire et d'origine extérieure au département. Leur but est la mise en liaison de la résistance intérieure avec les commandements Alliés et la Résistance extérieure, comme par exemple le BCRA.

### Réseaux d'évasion
Ces réseaux récupèrent et rapatrient à Londres les équipages des avions Alliés abattus, ou encore les parachutistes. Ils acheminent aussi en Angleterre de jeunes français ou étrangers qui veulent rejoindre les forces Alliés ou les FFL. Par exemple, dès 1942, Mayenne devient une plaque tournante à l'initiative de Paul Janvier de transfert de volontaires pour l'Algérie en transitant par l'Espagne. Le groupe de Jacques Foccart à Ambrières-les-Vallées assure le camouflage et le rapatriement d'aviateurs alliés en lien avec le groupe Brochard de Mayenne. 

### Réseaux de renseignement
Ces réseaux collectent, centralisent et transmettent toutes les informations à destination de Londres puis d'Alger permettant d'aider le commandement allié ou le BCRA. Ces informations concernent les troupes allemandes, ainsi que l'état d'esprit de la population française.

### Réseaux d'action
Ces réseaux s'occupent des actions limitées, localisées et efficaces pour provoquer une insécurité permanente pour les troupes allemandes : sabotage, minage, etc. En application du Plan Tortue, ces réseaux "Action" se manifestent en Mayenne, sous la direction de Joseph Brochard à Mayenne, Foccart dans la région d'Ambrières (Réseau Action-Tortue Foccart), Jean Hunault à Laval.

## SOE et les réseaux Buckmaster
Dès 1940, le SOE est créé par les services britanniques avec une section dans chaque pays occupé. Le SOE en France prend le nom de son responsable : le colonel Maurice Buckmaster. Des agents et des organisations dépendent entièrement des services britanniques. Les réseaux Buckmaster ont dans un premier temps comme but de s'attaquer à la production de guerre allemande, puis dans un deuxième temps d'armer et d'organiser les troupes de la résistance intérieure en effectuant des parachutages.

## Quelques noms
Fusillés du Mont Valérien
Des résistants de la Mayenne figurent parmi les 1 014 personnes fusillées au Mont Valérien (Hauts-de-Seine) entre le 23 mars 1941 et le 12 août 1944. 

Ce sont (entre parenthèses la date d'exécution) : Emmanuel Bourneuf, né le 1er juin 1894 à Ballée, FTP, ajusteur, (11 avril 1944) ; Georges Geffroy, lycéen, Résistants du lycée Anatole-Le-Braz, FTP, né le 21 octobre 1925 à Andouillé (21 février 1944), et Hilaire Pertuis, ajusteur, né le 24 octobre 1910 à Laval (11 août 1942).